# Campeonato Nacional de la Guayana Francesa 2018-19
El Campeonato Nacional de la Guayana Francesa 2018-19 fue la edición número 46 del Campeonato Nacional de la Guayana Francesa.

## Formato
En el torneo participarán 12 equipos los cuales jugarán entre sí todos contra todos dos veces totalizando 22 partidos cada uno; al término de las 22 fechas el club con mayor número de puntos será campeón y de cumplir los requisitos clasificará a la CONCACAF Caribbean Club Shield 2020, por otro lado los dos últimos descenderán a la Promoción de Honor de Guayana Francesa, mientras que el décimo jugará playoff de relegación.

## Equipos participantes
| Pos.   | Equipo            | Fundación | Comuna          | Estadio                   | Capacidad |
| ------ | ----------------- | --------- | --------------- | ------------------------- | --------- |
| 1      | ASC Le Geldar     | 1957      | Kourou          | Stade Bois Chaudat        | 4 000     |
| 2      | AS Étoile Matoury | n/d       | Matoury         | Stade Municipal (Matoury) | 4 500     |
| 3      | US Matoury        | 2000      | Matoury         | Stade Municipal (Matoury) | 4 500     |
| 4      | ASC Agouado       | 1996      | Apatou          | Stade de Moutendé         | 1 000     |
| 5      | ASU Grand Santi   |           |                 |                           |           |
| 6      | US Sinnamary      | 1952      | Sinnamary       | Stade Omnisports          | 2 500     |
| 7      | AJ Saint-Georges  | 1960      | Cayena          | Estadio de Baduel         | 3 000     |
| 8      | CSC Cayenne       | 2009      | Cayena          | Estadio de Baduel         | 3 000     |
| 9      | Kourou FC         | 2008      | Kourou          | Stade Bois Chaudat        | 4 000     |
| 10     | ASC Remire        | 1974      | Remire-Montjoly | Stade Edmard Lama         | 1 500     |
| 1 (SD) | FC Oyapock        |           |                 |                           |           |
| 2 (SD) | ASC Ouest         |           |                 |                           |           |

### Ascensos y descensos
| Pos. | Ascendidos de la Promoción de Honor 2017-18 |
| ---- | ------------------------------------------- |
| 1    | Oyapock                                     |
| 2    | Ouest                                       |

| Pos. | Descendidos del Campeonato Nacional 2017-18 |
| ---- | ------------------------------------------- |
| 11   | Olympique Cayenne                           |
| 12   | Iracoubo                                    |
| 13   | Kouroucien                                  |

## Tabla de posiciones
Actualizado el 27 de junio de 2019.
| Pos. | Equipo            | PJ | PG | PE | PP | GF | GC | DG  | Pts. | Clasificado a                                 |
| ---- | ----------------- | -- | -- | -- | -- | -- | -- | --- | ---- | --------------------------------------------- |
| 1    | Agouado (C)       | 22 | 16 | 3  | 3  | 51 | 24 | +27 | 73   | Campeón y CONCACAF Caribbean Club Shield 2020 |
| 2    | Le Geldar         | 22 | 13 | 8  | 1  | 53 | 22 | +31 | 69   |                                               |
| 3    | Étoile Matoury    | 22 | 12 | 7  | 3  | 43 | 19 | +24 | 65   |                                               |
| 4    | Matoury (1)       | 22 | 13 | 1  | 8  | 40 | 30 | +10 | 62   |                                               |
| 5    | Kourou            | 22 | 7  | 7  | 8  | 31 | 36 | -5  | 50   |                                               |
| 6    | Cayenne           | 22 | 6  | 9  | 7  | 44 | 48 | -4  | 49   |                                               |
| 7    | Grand Santi (1)   | 22 | 7  | 6  | 9  | 21 | 27 | -6  | 48   |                                               |
| 8    | Oyapock (1)       | 22 | 7  | 6  | 9  | 34 | 41 | -7  | 48   |                                               |
| 9    | Remire            | 22 | 7  | 4  | 11 | 28 | 37 | -9  | 47   |                                               |
| 10   | Saint-Georges     | 22 | 7  | 1  | 14 | 31 | 50 | -19 | 44   | Playoff de Relegación                         |
| 11   | Sinnamary (D) (1) | 22 | 3  | 6  | 13 | 23 | 41 | -18 | 37   | Promoción de Honor 2019-20                    |
| 12   | Ouest (D) (2)     | 22 | 2  | 4  | 16 | 15 | 44 | -29 | 32   | Promoción de Honor 2019-20                    |

(1) Se le restaron 1 punto.
(2) Se le restaron 2 puntos.